# CSS
CSS (англ. Cascading Style Sheets «каскадные таблицы стилей») — формальный язык декорирования и описания внешнего вида документа (веб-страницы), написанного с использованием языка разметки (чаще всего HTML или XHTML). Также может применяться к любым XML-документам, например, к SVG или XUL.

## Обзор

### Использование CSS
CSS используется создателями веб-страниц для задания цветов, шрифтов, стилей, расположения отдельных блоков и других аспектов представления внешнего вида этих веб-страниц. Основной целью разработки CSS является ограждение и отделение описания логической структуры веб-страницы (которое производится с помощью HTML или других языков разметки) от описания внешнего вида этой веб-страницы (которое теперь производится с помощью формального языка CSS). Такое разделение может увеличить доступность документа, предоставить большую гибкость и возможность управления его представлением, а также уменьшить сложность и повторяемость в структурном содержимом. 
Кроме того, CSS позволяет представлять один и тот же документ в различных стилях или методах вывода, таких как экранное представление, печатное представление, чтение голосом (специальным голосовым браузером или программой чтения с экрана) или при выводе устройствами, использующими шрифт Брайля.

### Способы подключения CSS к документу
Правила CSS могут располагаться как в самом веб-документе, внешний вид которого они описывают, так и во внешних файлах, имеющих расширение .css. Формат CSS — это текстовый файл, в котором содержится перечень правил CSS и комментариев к ним.
Стили CSS могут быть подключены или внедрены в описываемый ими веб-документ четырьмя способами:
- когда описание стилей находится в отдельном файле, оно может быть подключено к документу посредством элемента <link>, включённого в элемент <head>:

```
<!DOCTYPE html>

<
html
>

   
<
head
>

      .....
     
<
link
 
rel
=
"stylesheet"
 
type
=
"text/css"
 
href
=
"style.css"
>

   
</
head
>

   
<
body
>

      .....
   
</
body
>

</
html
>

```

- когда файл стилей размещается отдельно от родительского документа, он может быть подключён к документу инструкцией @import в элементе<style>:

```
<!DOCTYPE html>

<
html
>

   
<
head
>

      .....
      
<
style
 
media
=
"all"
>

         
@
import
 
url
(
style
.
css
)
;

      
</
style
>

   
</
head
>

</
html
>

```

- когда стили описаны внутри документа, они могут быть включены в элемент <style>, который, включается в элемент <head>:

```
<!DOCTYPE html>

<
html
>

   
<
head
>

      .....
      
<
style
>

         
body
 
{
 

            
color
:
 
red
;

         
}

      
</
style
>

   
</
head
>

   
<
body
>

      .....
   
</
body
>

</
html
>

```

- когда стили описаны в теле документа, они могут располагаться в атрибутах отдельного элемента

```
<!DOCTYPE>

<
html
>

   
<
head
>

      .....
   
</
head
>

   
<
body
>

      
<
p
 
style
=
"font-size: 20px; color: green; font-family: arial, helvetica, sans-serif"
>

         .....
      
</
p
>

   
</
body
>

</
html
>

```

В первых двух случаях к документу применены внешние стили, а во вторых — внутренние стили.
Для добавления CSS к XML-документу последний должен содержать специальную ссылку на файл стилей:
```
  
<?xml-stylesheet type="text/css" href="style.css"?>

```

### Правила построения CSS
В первых трёх случаях подключения стилей CSS к документу (см. выше) каждое правило CSS из файла имеет две основные части — селектор и блок объявлений. Селектор, расположенный в левой части правила до знака «{», определяет, на какие части документа (возможно, специально обозначенные) распространяется правило. Блок объявлений располагается в правой части правила. Он помещается в фигурные скобки, и, в свою очередь, состоит из одного или более объявлений, разделённых знаком «;». Каждое объявление представляет собой сочетание свойства CSS и значения, разделённых знаком «:». Селекторы могут группироваться в одной строке через запятую. В таком случае свойство применяется к каждому из них.
```
селектор
,
 
селектор
 
{

  
свойство:
 
значение
;

  
свойство:
 
значение
;

  
свойство:
 
значение
;

}

```

В четвёртом случае подключения CSS к документу (см. список) правило CSS, являющееся значением атрибута style элемента, к которому он применяется, представляет собой перечень объявлений («свойство CSS : значение»), разделённых знаком «;».

#### Виды селекторов

##### Универсальный селектор
```
*
 
{

   
margin
:
 
1
;
 

   
padding
:
 
1
;
 

}

```

##### Селектор тегов
```
p
 
{

   
font-family
:
 
arial
,
 
helvetica
,
 
sans-serif
;
 

}

```

##### Селектор классов
```
.
note
 
{

   
color
:
 
red
;
 

   
background-color
:
 
yellow
;
 

   
font-weight
:
 
bold
;
 

}

```

##### Селектор идентификаторов
```
#
paragraph1
 
{

    
margin
:
 
0
;
 

}

```

##### Селектор атрибутов
```
 

a
[
href
=
"http://www.somesite.com"
]
 
{

   
font-weight
:
 
bold
;
 

}

```

##### Селектор потомков (контекстный селектор)
```
div
#
paragraph1
 
p
.
note
 
{

   
color
:
 
blue
;
 

}

```

##### Селектор дочерних элементов
```
p
.
note
 
>
 
b
 
{

    
color
:
green
;
 

}

.
div
 
{

    
border
:
 
1
px
 
solid
 
red
;

    
padding-left
:
 
20
px
;

}

.
title
 
{

    
font-size
:
 
20
px
;

    
background-color
:
 
red
;

}

```

##### Селектор элементов одного уровня
```
h1
 
+
 
p
 
{

   
font-size
:
 
24
px
;
 

}

```

##### Селектор псевдоклассов
```
a
:
active
 
{

   
color
:
 
blue
;

}

```

##### Селектор псевдоэлементов
```
p
::
first-letter
 
{

   
font-size
:
 
32
px
;

}

```

### Классы и идентификаторы элементов
Класс или идентификатор может быть присвоен какому-нибудь элементу HTML посредством атрибутов class или id этого элемента:
```
<!DOCTYPE html>

<
html
>

   
<
head
>

    
<
meta
 
http-equiv
=
"Content-Type"
 
content
=
"text/html; charset=utf-8"
>

    
<
title
>

        Селекторы классов и идентификаторов
    
</
title
>

    
<
style
>

        
p
.
big
 
{

            
font-family
:
 
arial
,
 
helvetica
,
 
sans-serif
;

            
color
:
 
red
;
 

        
}

        

        
div
#
first
 
{

            
background-color
:
 
silver
;
 

        
}

    
</
style
>

   
</
head
>

   
<
body
>

       
<
div
 
id
=
"first"
>

          
<!-- Это div c серым фоном, стилизованный по id -->

       
</
div
>

       
<
p
 
class
=
"big"
>

          
<!-- Это текст красного цвета -->

       
</
p
>

   
</
body
>

</
html
>

```

Основное различие между классами элементов и идентификаторами элементов в том, что идентификатор предназначен для одного элемента, тогда как класс обычно присваивают сразу нескольким. Тем не менее, современные браузеры, как правило, корректно отображают множественные элементы с одинаковым идентификатором. Также различие в том, что могут существовать множественные классы (когда класс элемента состоит из нескольких слов, разделённых пробелами). Для идентификаторов такое невозможно.
Важно отметить следующее отличие идентификатора от класса: идентификаторы широко используются в JavaScript для нахождения уникального элемента в документе.
Имена классов и идентификаторов, в отличие от названий тегов и их атрибутов, чувствительны к регистру ввода букв.
Свойства классов и идентификаторов задаются с помощью соответствующих селекторов. Причём может быть задано как свойство класса в целом (в таком случае селектор начинается с „.“, например, „.big“) или свойство идентификатора самого по себе (в таком случае селектор начинается с „#“, например, „#first“), так и свойство какого-нибудь элемента этого класса или с этим идентификатором.
В CSS, помимо классов, задаваемых автором страницы, существует также ограниченный набор так называемых псевдоклассов, описывающих вид гиперссылок с определённым состоянием в документе, вид элемента, на котором находится фокус ввода, а также вид элементов, являющихся первыми дочерними элементами других элементов. Также в CSS существует четыре так называемых псевдоэлемента: первая буква, первая строка, применение специальных стилей до и после элемента.

### Наследование. Каскадирование. Приоритеты стилей CSS.
Применение CSS к документам HTML основано на принципах наследования и каскадирования. Принцип наследования заключается в том, что свойства CSS, объявленные для элементов-предков, почти всегда наследуются элементами-потомками.
Принцип каскадирования применяется в случае, когда какому-то элементу HTML одновременно поставлено в соответствие более одного правила CSS, то есть, когда происходит конфликт значений этих правил. Чтобы разрешить такие конфликты, вводятся правила приоритета.
- Наиболее низким приоритетом обладает стиль браузера;
- Следующим по значимости является стиль, заданный пользователем браузера в его настройках;
- И наиболее высоким приоритетом обладает стиль, заданный непосредственно автором страницы. И далее, уже в этом авторском стиле приоритеты расставляются следующим образом:
  - Самым низким приоритетом обладают стили, наследуемые в документе элементом от своих предков;
  - Более высоким приоритетом обладают стили, заданные во внешних таблицах стилей, подключённых к документу;
  - Ещё более высоким приоритетом обладают стили, заданные непосредственно селекторами всех десяти видов (см. подраздел "виды селекторов"), содержащимися в контейнерах style данного документа. Нередки случаи, когда к какому-нибудь элементу имеют отношение, задают его вид, несколько таких селекторов. Такие конфликты между ними разрешаются с помощью расчёта специфичности каждого такого селектора и применения этих селекторов к данному элементу в порядке убывания их специфичностей. Расчёт специфичности будет описан ниже.
    - Специфичность селекторов делится на 4 группы — a, b, c, d:
      - если стиль встроенный (определён как style="...", то а=1, иначе a=0) ;
      - значение b равно количеству идентификаторов (иначе — id=" ", они начинаются с #) в селекторе;
      - значение c равно количеству классов (class=" ", они начинаются с .), псевдоклассов (они начинаются с :, например a:hover) и селекторов атрибутов (input[type="text");
      - значение d равно количеству селекторов типов элементов (h1 { color: blue; }) и псевдокод-элементов (p::first-line { color: blue; }). После этого полученное значение приводится к числу (обычно в десятичной системе счисления). Селектор, обладающий большим значением специфичности, обладает и большим приоритетом.

    - Таблица расчёта специфичности[3]:

| Селектор   | a, b, c, d | Число |
| ---------- | ---------- | ----- |
| span       | 0, 0, 0, 1 | 1     |
| div .class | 0, 0, 1, 1 | 11    |
| #id .class | 0, 1, 1, 0 | 110   |
| div span   | 0, 0, 0, 2 | 2     |
| .class     | 0, 0, 1, 0 | 10    |
| #id span   | 0, 1, 0, 1 | 101   |

- Но, самым высоким приоритетом обладают стили, объявленные автором страницы или пользователем, с помощью сопроводительного правила!important. Если таких свойств несколько, то предпочтение отдаётся в первую очередь стилям, заданным автором или пользователем, а для остальных свойств, которые будут являться задаваемыми автором страницы, потребуется определить их специфичности по принципам, описанным выше, и применять эти свойства в порядке убывания этих специфичностей.

### Пример таблицы стилей
Пример таблицы стилей (в таком виде она может быть либо размещена в отдельном файле .css либо же обрамлена тегами <style> и размещена в «шапке» той самой веб-страницы, на которую она действует):
```
p
 
{

   
font-family
:
 
arial
,
 
helvetica
,
 
sans-serif
;
 

}

h2
 
{

   
font-size
:
 
20
pt
;
 

   
color
:
 
red
;
 

   
background
:
 
white
;
 

}

.
note
 
{

   
color
:
 
red
;
 

   
background-color
:
 
yellow
;
 

   
font-weight
:
 
bold
;
 

}

p
#
paragraph1
 
{

   
padding-left
:
 
10
px
;

}

a
:
hover
 
{

   
text-decoration
:
 
none
;

}

#
news
 
p
 
{

   
color
:
 
blue
;

}

[
type
=
"button"
]
 
{

   
background-color
:
 
green
;

}

```

Здесь приведено семь правил CSS с селекторами p, h2, .note, p#paragraph1, a:hover, #news p и [type="button"].
1. Первое правило присвоено HTML-элементу p (абзацу) — назначен стиль. Абзацы будут отображаться шрифтом Arial или, если такой шрифт недоступен, тогда Helvetica или Sans-serif, иначе, другим шрифтом этого семейства.
2. Второе правило присвоено HTML-элементу h2 (заголовку второго уровня). Заголовок второго уровня будет отображаться красным на белом фоне с увеличенным размером.
3. Третье правило будет применено к любому элементу, атрибут class которого равен «note». Например, к параграфу: <p class="note">Этот абзац будет выведен полужирным шрифтом красного цвета на жёлтом фоне. </p>
4. Четвёртое правило будет применяться только к элементу p, атрибут id которого равен paragraph1. Такой элемент будет иметь внутренний отступ в 10 пикселей (padding).
5. Пятое правило определяет стиль hover для элементов a — гиперссылок. По умолчанию, в большинстве браузеров текст элементов a подчёркивается. Это правило уберёт подчёркивание, когда указатель мыши находится над этими элементами.
6. Шестое правило, применяется для элементов p, которые находятся внутри какого-либо элемента с атрибутом id, равным «news» (#news p — это типичный случай селектора потомков, см. 5-й пункт списка выше).
7. Седьмое правило применяется для всех элементов, у которых атрибут type равен button. Например, это правило будет применено к элементу <input type="button">или <button type="button">Кнопка</button> (обычная кнопка), изменив его цвет фона на зелёный.

## CSS-вёрстка
До появления CSS оформление веб-страниц осуществлялось исключительно средствами HTML, непосредственно внутри содержимого документа. Однако с появлением CSS стало возможным принципиальное разделение содержания и представления документа. За счёт этого нововведения стало возможным лёгкое применение единого стиля оформления для массы схожих документов, а также быстрое изменение этого оформления.
Преимущества:
- Несколько дизайнов страницы для разных устройств просмотра. Например, на экране дизайн будет рассчитан на большую ширину, во время печати меню не будет выводиться, а на КПК и сотовом телефоне меню будет следовать за содержимым.
- Уменьшение времени загрузки страниц сайта за счёт переноса правил представления данных в отдельный CSS-файл. В этом случае браузер загружает только структуру документа и данные, хранимые на странице, а представление этих данных загружается браузером только один раз и может быть закэшировано.
- Простота последующего изменения дизайна. Не нужно править каждую страницу, а достаточно лишь изменить CSS-файл.
- Дополнительные возможности оформления. Например, с помощью CSS-вёрстки можно сделать блок текста, который остальной текст будет обтекать (например для меню) или сделать так, чтобы меню было всегда видно при прокрутке страницы.

Недостатки:
- Различное отображение вёрстки в различных браузерах (особенно устаревших), которые по-разному интерпретируют одни и те же данные CSS.
- Часто встречающаяся необходимость на практике исправлять не только один CSS-файл, но и теги HTML, которые сложным и ненаглядным способом связаны с селекторами CSS, что иногда сводит на нет простоту применения единых файлов стилей и значительно увеличивает время редактирования и тестирования.

## История создания и развития CSS

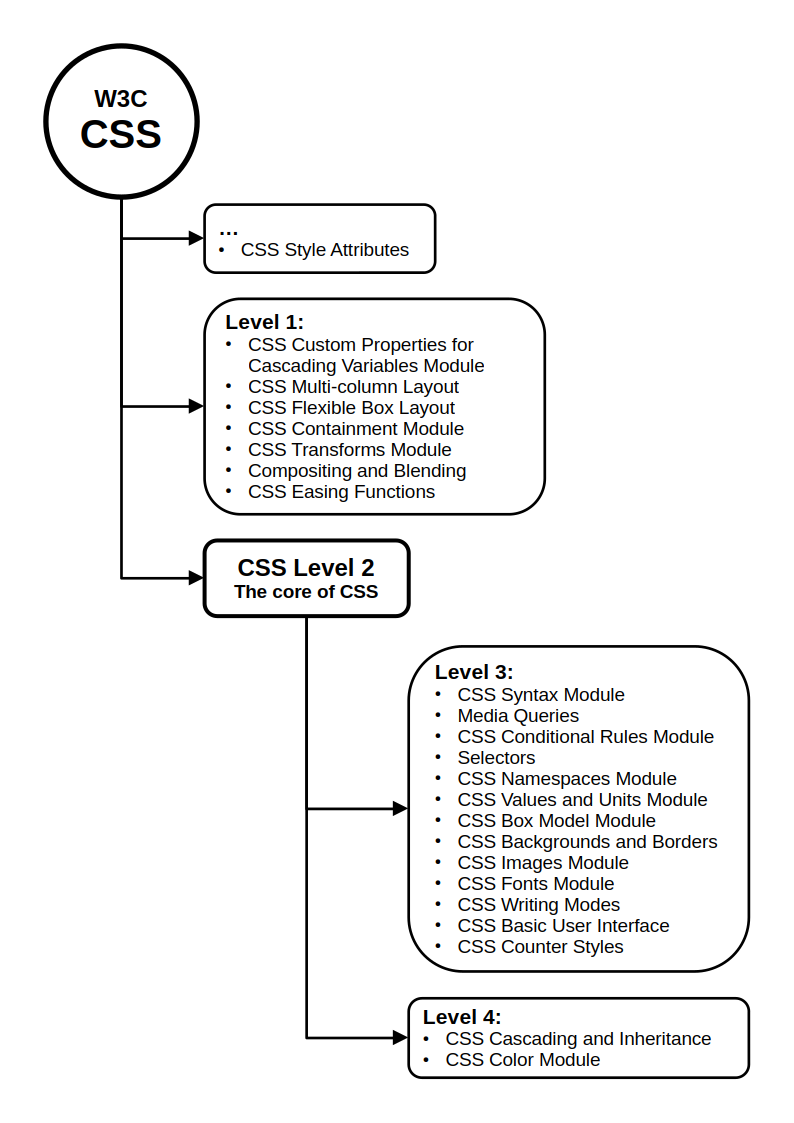
CSS Snapshot 2021

CSS — одна из широкого спектра технологий, одобренных консорциумом W3C и получивших общее название «стандарты Web». В 1990-х годах стала ясна необходимость стандартизировать Web, создать какие-то единые правила, по которым программисты и веб-дизайнеры проектировали бы сайты. Так появились языки HTML 4.01 и XHTML, и стандарт CSS.
В начале 1990-х различные браузеры имели свои стили для отображения веб-страниц. HTML развивался очень быстро и был способен удовлетворить все существовавшие на тот момент потребности по оформлению информации, поэтому CSS не получил тогда широкого признания.
Термин «каскадные таблицы стилей» был предложен Хоконом Ли в 1994 году. Совместно с Бертом Босом он стал развивать CSS.
В отличие от многих существовавших на тот момент языков стиля, CSS использует наследование от родителя к потомку, поэтому разработчик может определить разные стили, основываясь на уже определённых ранее стилях.
В середине 1990-х Консорциум Всемирной паутины (W3C) стал проявлять интерес к CSS, и в декабре 1996 года была издана рекомендация CSS1.

### Уровень 1 (CSS1)
Рекомендация W3C, принята 17 декабря 1996 года, откорректирована 11 января 1999 года. Среди возможностей, предоставляемых этой рекомендацией:
- Параметры шрифтов. Возможности по заданию гарнитуры и размера шрифта, а также его стиля — обычного, курсивного или полужирного.
- Цвета. Спецификация позволяет определять цвета текста, фона, рамок и других элементов страницы.
- Атрибуты текста. Возможность задавать межсимвольный интервал, расстояние между словами и высоту строки (то есть межстрочные отступы)
- Выравнивание для текста, изображений, таблиц и других элементов.
- Свойства блоков, такие как высота, ширина, внутренние (padding) и внешние (margin) отступы и рамки. Также в спецификацию входили ограниченные средства по позиционированию элементов, такие как float и clear.

### Уровень 2 (CSS2)
Рекомендация W3C, принята 12 мая 1998 года. Основана на CSS1 с сохранением обратной совместимости за несколькими исключениями. Добавление к функциональности:
- Блочная вёрстка. Появились относительное, абсолютное и фиксированное позиционирование. Позволяет управлять размещением элементов по странице без табличной вёрстки.
- Типы носителей. Позволяет устанавливать разные стили для разных носителей (например монитор, принтер, КПК).
- Звуковые таблицы стилей. Определяет голос, громкость и т. д. для звуковых носителей (например для слепых посетителей сайта).
- Страничные носители. Позволяет, например, установить разные стили для элементов на чётных и нечётных страницах при печати.
- Расширенный механизм селекторов.
- Указатели.
- Генерируемое содержимое. Позволяет добавлять содержимое, которого нет в исходном документе, до или после нужного элемента.

В настоящее время W3C больше не поддерживает CSS2 и рекомендует использовать CSS2.1

#### Уровень 2, ревизия 1 (CSS2.1)
Рекомендация W3C, принята 7 июня 2011 года.
CSS2.1 основана на CSS2. Кроме исправления ошибок, в новой ревизии изменены некоторые части спецификации, а некоторые[какие?] и вовсе удалены. Удалённые части могут быть в будущем добавлены в CSS3.

### Уровень 3 (CSS3)

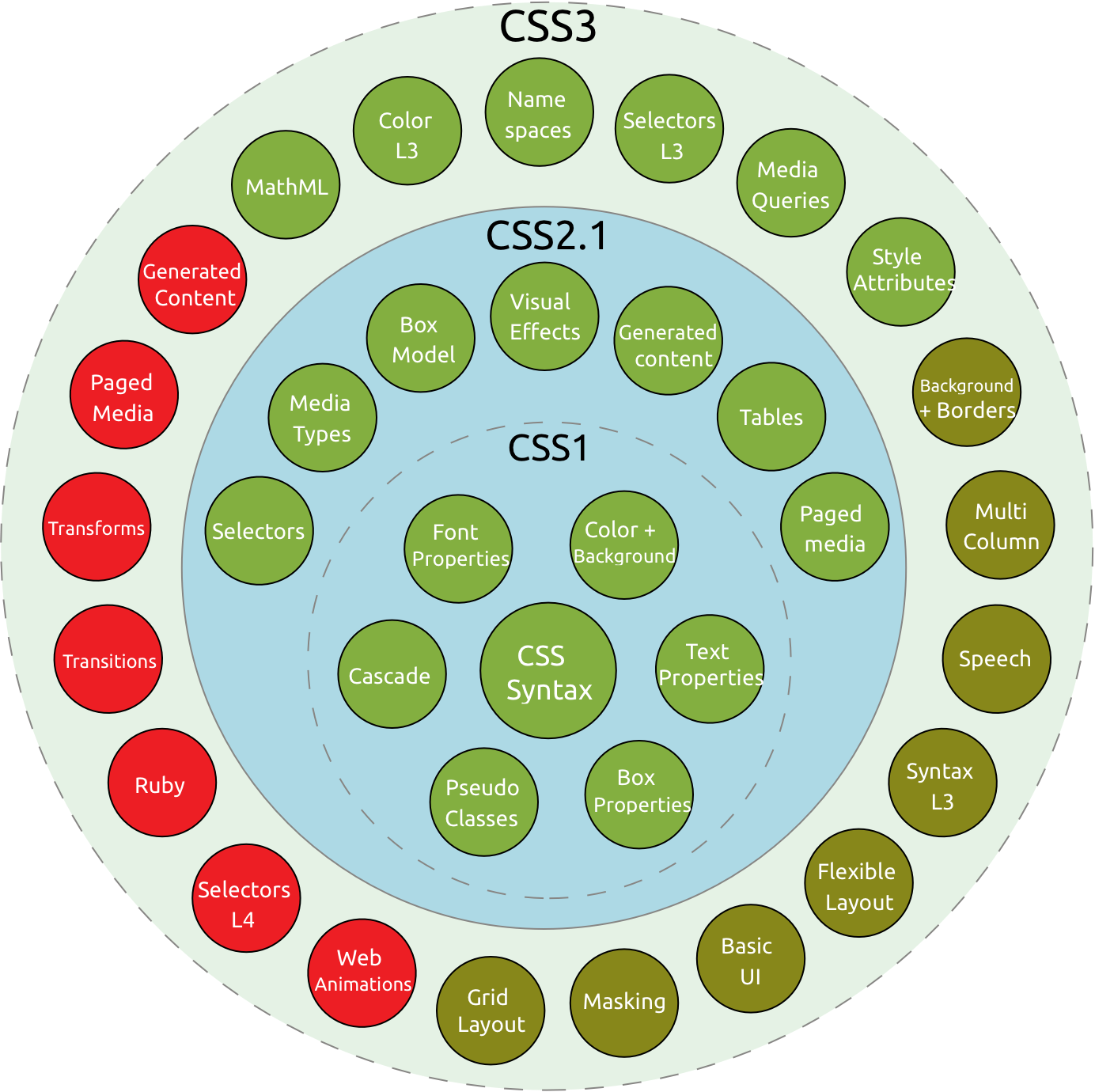
CSS3 таксономия и статус:
● Рекомендация
● Кандидат в рекомендации
● Последнее требование
● Рабочий проект

CSS3 (англ. Cascading Style Sheets 3 — каскадные таблицы стилей третьего поколения) — активно разрабатываемая спецификация CSS. Представляет собой формальный язык, реализованный с помощью языка разметки. Самая масштабная редакция по сравнению с CSS1, CSS2 и CSS2.1. Главной особенностью CSS3 является возможность создавать анимированные элементы без использования JS, поддержка линейных и радиальных градиентов, теней, сглаживания и прочее.
Преимущественно используется как средство описания и оформления внешнего вида веб-страниц, написанных с помощью языков разметки HTML и XHTML, но может также применяться к любым XML-документам, например, к SVG или XUL.
Разрабатываемая версия (список всех модулей).
В отличие от предыдущих версий спецификация разбита на модули, разработка и развитие которых идёт независимо. CSS3 основан на CSS2.1, дополняет существующие свойства и значения и добавляет новые.
Нововведения, начиная с малых, вроде закруглённых углов блоков, заканчивая трансформацией (анимацией) и, возможно, введением переменных.

### Уровень 4 (CSS4)
Разрабатывается W3C с 29 сентября 2011 года.
Модули CSS4 построены на основе CSS3 и дополняют их новыми свойствами и значениями. Все они существуют пока в виде черновиков (working draft).
Например:
- CSS Cascading and Inheritance Level 4
- Selectors Level 4
- CSS Image Values and Replaced Content Module Level 4
- CSS Backgrounds and Borders Module Level 4
- CSS Color Module Level 4
- Media Queries Level 4
- CSS Pseudo-Elements Module Level 4
- CSS Text Module Level 4

## Поддержка CSS браузерами
Наиболее полно поддерживающими стандарт CSS являются работающие на движках Gecko (Mozilla Firefox и др.), WebKit (Safari, Arora, Google Chrome) и Presto (Opera) браузеры.
Бывший самый распространённый браузер Internet Explorer 6 поддерживает CSS не полностью.
Вышедший спустя семь лет Internet Explorer 7 значительно улучшил уровень поддержки CSS, но всё ещё содержал значительное количество ошибок.
В Internet Explorer 8 используется новый движок, который полностью поддерживает CSS 2.1 и частично — CSS 3.
Для проверки поддержки браузером веб-стандартов, в том числе и различных частей стандарта CSS, был разработан тест Acid.

### Различные блоковые модели
В стандартах CSS от Консорциума W3C используется модель, в которой свойство width определяет ширину содержимого блока, не включая в неё отступы и рамки. Ранние версии Internet Explorer (4 и 5) реализовали собственную модель, в которой width определяет расстояние между рамками блока, включая отступы (padding) и рамки (border). Кроме Internet Explorer 5, эту модель также понимают браузеры Netscape 4 и Opera 7. Поддержка стандартной модели W3C появилась в IE только в шестой версии.
В разрабатываемом стандарте CSS3 для решения этой проблемы введено свойство box-sizing со значениями content-box для указания на использование стандартной модели W3C и border-box для использования модели IE 5.
В браузере Mozilla при поддержке этого свойства под собственным «рабочим» названием -moz-box-sizing ввели ещё одно значение — padding-box, таким образом создав третью блочную модель, в которой width — это размер содержимого и отступов блока, не включая рамки.

### CSS-фильтры
Различия в реализации CSS различными браузерами заставляют веб-разработчиков искать решения, как заставить все браузеры отображать страницу одинаково. CSS-фильтры (также часто называемые CSS-хаками) позволяют выборочно применять стили к различным элементам. Например, известно, что Internet Explorer 6 применяет правила, использующие селекторы вида * html селектор (фильтр, известный как «star html bug»). Чтобы блоковая модель W3C и IE, работающая в Quirks mode, отображала блок #someblock шириной в 100 пикселей и внутренними отступами в 10 пикселей, можно написать такой код:
```
/* Модель W3C - 80px ширина содержимого и 10px отступы с каждой стороны */

#
someblock
 
{
 
width
:
 
80
px
;
 
padding
:
 
10
px
;
 
}

```

```
/* Следующее правило применит только IE6. */

*
 
html
 
#
someblock
 
{
 
width
:
 
100
px
;
 
padding
:
 
10
px
;
 
}

```

Ещё одним способом выборочного применения правил для Internet Explorer являются условные комментарии.

### Безопасность
Все поддерживаемые в 2010 году версии Internet Explorer были уязвимы: при обработке браузером каскадных стилей (CSS) может возникнуть неинициализированная память, впоследствии используемая для удалённого запуска вредоносного кода на компьютере пользователя.

## CSS Framework
CSS Framework (также Web design framework) — это заранее подготовленная CSS-библиотека, созданная для упрощения работы верстальщика, быстроты разработки и исключения максимально возможного числа ошибок вёрстки (проблемы совместимости различных версий браузеров и т. д.). Так же, как и библиотеки скриптовых языков программирования, CSS-фреймворки, обычно имеющие вид внешнего .css-файла, «подключаются» к проекту (добавляются в заголовок веб-страницы), позволяя неискушённому в тонкостях вёрстки программисту или дизайнеру правильно создать html-макет.

## Расширения CSS
Часто при вёрстке страниц нужно использовать одно и то же значение много раз: один и тот же цвет, один и тот же шрифт. И если это значение нужно будет изменить, то придётся менять во многих местах.
Для решения этих вопросов и ускорения разработки существует несколько расширений (препроцессоров) языка CSS. Расширений в том смысле, что код CSS является валидным кодом для расширения, но не наоборот. Чтобы из кода «расширенного CSS» получился обычный CSS-файл, воспринимаемый браузером, необходимо выполнить компиляцию. Компиляция может быть нескольких типов:
- во время запуска страницы на стороне клиента (средствами JavaScript)
- во время запуска страницы на стороне сервера
- во время вёрстки сайта средствами специального компилятора

Примеры расширений (препроцессоров) CSS:
- Sass
- LESS
- Stylus
- Языки некоторых расширений PostCSS

### Англоязычные ресурсы
- Cascading Style Sheets Home page (англ.)
- Web Style Sheets Home page (англ.)
- Различные блоковые модели CSS (англ.)
- CSS3-тест браузера (англ.)
- Таблицы поддерживаемых браузерами возможностей CSS (англ.)
- Валидатор CSS (англ.)
- Демонстрация возможностей CSS-вёрстки (англ.)
- CSS3 Preview — Демонстрация новых возможностей CSS3 (англ.)
- Демонстрация возможностей (англ.)
- Оптимизатор CSS кода (англ.)

### Русскоязычные ресурсы
- Каскадные Таблицы Стилей Домашняя страница (рус.)
- Веб таблицы стилей Домашняя страница (рус.)
- Сервис проверки CSS от W3C
- Учебник CSS (рекомендован w3.org)
- Справочник CSS